# Simbabwische Cricket-Nationalmannschaft in Pakistan in der Saison 1996/97
Die Tour der simbabwischen Cricket-Nationalmannschaft nach Pakistan in der Saison 1996/97 fand vom 17. Oktober bis zum 3. November 1996 statt. Die internationale Cricket-Tour war Bestandteil der Internationalen Cricket-Saison 1996/97 und umfasste zwei Tests und drei ODIs. Pakistan gewann die Test-Serie 1–0 und die ODI-Serie 3–0.

## Vorgeschichte
Pakistan spielte zuvor ein Vier-Nationen-Turnier in Kenia, für Simbabwe war es die erste Tour der Saison.
Das letzte Aufeinandertreffen der beiden Mannschaften bei einer Tour fand in der Saison 1994/95 in Simbabwe statt.

## Stadien
Die folgenden Stadien wurden für die Tour als Austragungsort vorgesehen.
| Stadion             | Stadt       | Kapazität | Spiele  |
| ------------------- | ----------- | --------- | ------- |
| Iqbal Stadium       | Faisalabad  | 18.000    | 2. Test |
| Gaddafi Stadium     | Lahore      | 60.000    | 2. ODI  |
| Arbab Niaz Stadium  | Peshawar    | 20.000    | 3. ODI  |
| Bugti Stadium       | Quetta      | 7.000     | 1. ODI  |
| Sheikhupura Stadium | Sheikhupura | 15.000    | 1. Test |

## Kaderlisten
Die folgenden Kader wurden von den Mannschaften benannt.
| Test | Test | ODI | ODI |
| Pakistan | Simbabwe | Pakistan | Simbabwe |
| --- | --- | --- | --- |
| - Wasim Akram (K) - Aamer Sohail - Azam Khan - Hasan Raza - Ijaz Ahmed - Mohammad Hussain - Moin Khan (wk) - Saeed Anwar - Saleem Malik - Saqlain Mushtaq - Shadab Kabir - Shahid Nazir - Waqar Younis | - Alistair Campbell (K) - Mark Dekker - Andy Flower (wk) - Grant Flower - Dave Houghton - Everton Matambanadzo - Pommie Mbangwa - Henry Olonga - Bryan Strang - Paul Strang - Andy Whittall - Guy Whittall - Craig Wishart | - Wasim Akram (K) - Aamer Sohail - Abdul Razzaq - Azam Khan - Azhar Mahmood - Hasan Raza - Ijaz Ahmed - Moin Khan (wk) - Saeed Anwar - Saleem Malik - Saqlain Mushtaq - Shahid Afridi - Shahid Nazir - Zahoor Elahi | - Alistair Campbell (K) - Gary Brent - Mark Dekker - Andy Flower (wk) - Grant Flower - Dave Houghton - Everton Matambanadzo - Pommie Mbangwa - John Rennie - Gavin Rennie - Bryan Strang - Paul Strang - Andy Whittall - Guy Whittall - Craig Wishart |

## Tests

### Erster Test in Sheikhupura
| 22. – 26. Juni Scorecard | Sheikhupura | Simbabwe 375 (115.4) & 241-1 (100) | – | Pakistan 553 (178.2) |
|                          |             | Remis                              |   |                      |

Simbabwe gewann den Münzwurf und entschied sich als Schlagmannschaft zu beginnen. Als Spieler des Spiels wurde Wasim Akram ausgezeichnet.

### Zweiter Test in Faisalabad
| 24. – 26. Oktober Scorecard | Faisalabad | Simbabwe 133 (57.5) & 200 (57.4) | – | Pakistan 267 (79.1) & 67-0 (18.5) |
|                             |            | Pakistan gewinnt mit 10 Wickets  |   |                                   |

Simbabwe gewann den Münzwurf und entschied sich als Schlagmannschaft zu beginnen. Als Spieler des Spiels wurde Wasim Akram ausgezeichnet.

## One-Day Internationals

### Erstes ODI in Quetta
| 30. Oktober Scorecard | Quetta | Simbabwe 237-9 (50)            | – | Pakistan 239-7 (49.1) |
|                       |        | Pakistan gewinnt mit 3 Wickets |   |                       |

Simbabwe gewann den Münzwurf und entschied sich als Schlagmannschaft zu beginnen. Als Spieler des Spiels wurde Saleem Malik ausgezeichnet.

### Zweites ODI in Lahore
| 1. November Scorecard | Lahore | Simbabwe 195 (49.1)            | – | Pakistan 196-1 (28.4) |
|                       |        | Pakistan gewinnt mit 9 Wickets |   |                       |

Simbabwe gewann den Münzwurf und entschied sich als Schlagmannschaft zu beginnen. Als Spieler des Spiels wurde Shahid Afridi ausgezeichnet.

### Drittes ODI in Peshawar
| 3. November Scorecard | Peshawar | Pakistan 264-9 (40/40)       | – | Simbabwe 147 (32.1/34) |
|                       |          | Pakistan gewinnt mit 78 Runs |   |                        |

Pakistan gewann den Münzwurf und entschied sich als Schlagmannschaft zu beginnen. Als Spieler des Spiels wurde Ijaz Ahmed ausgezeichnet.